# Хуан Антоніо Піцці
Хуан Антоніо Піцці (ісп. Juan Antonio Pizzi, нар. 7 червня 1968, Санта-Фе, Аргентина) — аргентинський, а згодом іспанський футболіст, що грав на позиції нападника. По завершенні ігрової кар'єри — тренер.

## Клубна кар'єра
Народився 7 червня 1968 року в місті Санта-Фе. Вихованець футбольної школи клубу «Росаріо Сентраль». Дорослу футбольну кар'єру розпочав 1988 року в основній команді «Росаріо Сентраль», в якій провів два сезони, взявши участь у 57 матчах чемпіонату.
З 1990 по 1991 рік виступав у Мексиці, де захищав кольори місцевої «Толуки». 1991 року перебрався до Іспанії, де грав за «Тенерифе», «Валенсія» і знову «Тенерифе».
Своєю грою за останню команду привернув увагу представників тренерського штабу клубу «Барселона», до складу якого приєднався 1996 року. Відіграв за каталонський клуб наступні два сезони своєї ігрової кар'єри. У складі «Барселони» був одним з головних бомбардирів команди, маючи середню результативність на рівні 0,53 голу за гру першості. За цей час виборював титул чемпіона Іспанії, ставав володарем Кубка Кубків УЄФА, Суперкубка УЄФА та Суперкубка Іспанії з футболу..
Протягом 1998–2002 років захищав кольори аргентинських «Рівер Плейт» та «Росаріо Сентраль», а також португальського «Порту».
Завершив професійну ігрову кар'єру в Іспанії у клубі «Вільярреал», за команду якого виступав протягом 2002 року.

## Виступи за збірну
Невдовзі після переїзду до Іспанії отримав громадянство цієї країни і 1994 року дебютував в офіційних матчах у складі національної збірної Іспанії. Протягом кар'єри у національній команді, яка тривала 5 років, провів у формі головної команди країни 22 матчі, забивши 8 голів.
У складі збірної був учасником чемпіонату Європи 1996 року в Англії та чемпіонату світу 1998 року у Франції.

## Кар'єра тренера
Розпочав тренерську кар'єру невдовзі по завершенні кар'єри гравця, 2005 року, очоливши тренерський штаб клубу «Колон».
Надалі очолював команди низки південноамериканських клубів — «Універсідад Сан-Мартін», «Сантьяго Морнінг», «Універсідад Католіка», «Росаріо Сентраль» та «Сан-Лоренсо».
Наприкінці 2013 року повернувся до Іспанії, де очолив тренерський штаб «Валенсії». Весняну частину сезону 2013–2014 валенсійці провели досить невдало, фінішувавши лише на 8 місці в чемпіонаті та не отримавши місця в єврокубках уперше за останні 16 років. Тож досить очікувано влітку 2014 року тренера було звільнено.
У листопаді 2014 року Піцці повернувся до Латинської Америки, очоливши команду мексиканського «Леона». 
За два роки, у 2016, очолив тренерський штаб збірної Чилі. Під його керівництвом чилійці спочатку стали тріумфаторами Кубка Америки 2016 року, а згодом дійшли фіналу Кубка конфедерацій 2017, де поступилися збірній Німеччині. Проте головного завдання Піцці не виконав — збірна Чилі не подолала кваліфікацію до фінальної частини чемпіонату світу 2018 — і його було звільнено.
Попри невдачу з чилійцями сам тренер отримав можливість взяти участь у чемпіонаті світу 2018 — 28 листопада 2017 року він був призначений головним тренером команди-учасниці цього турніру — збірної Саудівської Аравії, яку очолював до 2019 року

## Титули і досягнення
- Чемпіон Іспанії (1):

«Барселона»: 1997-98
- Володар Кубка Іспанії з футболу (2):

«Барселона»: 1996-97, 1997-98
- Володар Суперкубка Іспанії з футболу (1):

«Барселона»: 1996
- Володар Кубка Кубків УЄФА (1):

«Барселона»: 1996-97
- Володар Суперкубка УЄФА (1):

«Барселона»: 1997
- Переможець Кубка Америки: 2016